# La Question russe
Pour plus de détails, voir Fiche technique et Distribution.
La Question russe (en russe : Русский вопрос, Rousski vopros) est un film soviétique de Mikhaïl Romm réalisé en 1947 d'après la pièce de théâtre de Constantin Simonov,,. 
Pour ce film, on décerne un prix Staline à Mikhaïl Romm en 1948.

## Synopsis
McFerson et Guld, propriétaires d'une douzaine de journaux réactionnaires américains, mènent une campagne de diffamation contre l'Union soviétique. Afin d'obtenir du matériel frais, ils envoient un journaliste, Harry Smith, en Union soviétique. De retour aux États-Unis, Smith se sent incapable de propager les mensonges. Il décide d'écrire la vérité sur le régime communiste, ce qui provoque la colère de ses employeurs. Harry Smith perd son travail, sa maison. Sa femme le quitte. Faute de pouvoir publier son livre, le courageux journaliste parle de l'Union soviétique lors de nombreuses réunions et conférences.

## Fiche technique
- Titre : La Question russe
- Titre original : Русский вопрос, Rousski vopros
- Réalisation : Mikhaïl Romm
- Scénario : Mikhaïl Romm
- Photographie : Boris Voltchek (ru)
- Direction artistique : Semion Mandel
- Costumes : Mariam Bykhovskaïa, Valentin Pereliotov
- Musique : Aram Khatchatourian
- Montage : Eva Ladyjenskaïa
- Son : Evgueni Kachkevitch, Viatcheslav Lechtchev
- Camera : Antonina Egina
- Société de production : Mosfilm
- Pays d'origine : URSS
- Format : noir et blanc - Mono
- Durée : 91 minutes
- Date de sortie : 8 mars 1948

## Distribution
- Vsevolod Aksionov : Harry Smith
- Elena Kouzmina : Jessie
- Mikhaïl Astangov : McFerson
- Mikhaïl Nazvanov : Guld
- Boris Tenine : Bob Murphy
- Maria Barabanova : Mag
- Arkadi Tsinman : Preston
- Boris Poslavski : Hardy
- Guennadi Youdine : Parker
- Sergueï Antimonov : Kessler
- Mikhaïl Troïanovski : Williams
- Viktor Dragounski : animateur de radio
- Ivan Bobrov : ouvrier
- Georgi Georgiu : barbier
- Vladimir Kirilline : journaliste
- Valentin Zoubkov : chauffeur